# ولتشاتین
ولتشاتین (به چکی: Vlčatín) یک منطقهٔ مسکونی در جمهوری چک است که در منطقه تربیچ واقع شده‌است.
 ولتشاتین  ۱۴۰ نفر جمعیت دارد.